# إستانيس بيدرولا
إستانيس بيدرولا (مواليد 24 أغسطس 2003) هو لاعب كرة قدم إسباني يلعب كمهاجم في نادي برشلونة ب.

## روابط خارجية
- إستانيس بيدرولا على موقع قاعدة بيانات كرة القدم.إي يو (الإنجليزية)
- إستانيس بيدرولا على موقع Soccerway.com (الإنجليزية)
- إستانيس بيدرولا على موقع عالم كرة القدم.نت (الإنجليزية)
- إستانيس بيدرولا على موقع GSA (الإنجليزية)